# Ardian Kozniku
Ardian Kozniku (Đakovica, 27. listopada 1967.), hrvatski bivši nogometni reprezentativac. Rođen na Kosovu, albanskog podrijetla.

## Igračka karijera
Krenuo je s nogometom u rodnoj Đakovici, igrajući za tamošnji Vlaznimi. 1988. igra u Prištini, a nakon dvije sezone odlazi u splitski Hajduk. U Hajdukovom dresu igra najbolje u karijeri postigavši nekoliko vrlo važnih pogodaka u skoro 100 utakmica, postavši najbolji strijelac prve sezone 1. HNL. Nakon toga uspješno nastavlja i u redovima francuskog Cannesa. U međuvremenu debitira u kockastom dresu, ušavši na poluvremenu prijateljske utakmice sa Slovačkom u Bratislavi. Već u sljedećoj utakmici (ovaj put kvalifikacijskoj) s Litvom, dvije minute nakon ulaska u igru postiže prvi gol za Hrvatsku.
Nakon nekoliko sezona u Francuskoj, te jednu na Cipru gdje u prosjeku postiže više od jednog gola po utakmici vraća se u Hrvatsku. U isto vrijeme završio je svoju reprezentativnu karijeru. Do tad je zabilježio sedam nastupa, te sudjelovao na Svjetskom prvenstvu 98' gdje nije zabilježio ni minute, ali je dobio brončanu medalju. Posljednju utakmicu odigrao je prije polaska na Mundial, protiv Australije (7:0) u Zagrebu, gdje postiže pogodak.
Kao član reprezentacije 1998. dobitnik je Državne nagrade za šport "Franjo Bučar" i Reda hrvatskog pletera.
Pri povratku u 1. HNL, ovog puta nastupa u modrom dresu Dinama. U te dvije i pol godine bilježi nastupe prvo za Croatiju, a potom i Dinamo, s obzirom na to da klub mijenja/vraća ime. Nakon osvojena dva prvenstva nakratko prelazi u austrijski FC Kärnten, a potom završava bogatu karijeru u drugoligaškom Hrvatskom dragovoljcu.
U lipnju 2007. godine Ardian Kozniku izabran je za predsjednika saveza za skokove u vodu, a na to mjesto došao je kao dobar poznavatelj tog sporta prateći višegodišnji sportski razvoj kćeri Diane, jedne od najvećih nada tog sporta u Hrvatskoj.
Statistika u Hajduku
| Natjecanje        | Nastupi | Zgoditci |
| ----------------- | ------- | -------- |
| Prvenstvo         | 97      | 44       |
| Kup               | 19      | 7        |
| Superkup          | 3       | 0        |
| Međunarodne       | 4       | 0        |
| Splitski podsavez | 0       | 0        |
| Ukupno            | 123     | 51       |
| Prijateljske      | 67      | 18       |
| Sveukupno         | 190     | 69       |

## Nagrade, odličja i priznanja

### Individualna
- 1998.: Nagrada Franjo Bučar
- 1998.: Red hrvatskog pletera
- 2017.: Svjedodžba o zaslugama "Milan Šufflay"

### Klupska
Hajduk Split
- Kup maršala Tita (1): 1990./91.
- 1. HNL (2): 1992., 1993./94.
- Hrvatski nogometni kup (1): 1992./93.
- Hrvatski nogometni superkup (2): 1992., 1993.

Cannes
- Coupe Gambardella (1): 1995.

Dinamo Zagreb
- 1. HNL (2): 1998./99., 1999./00.

Kärnten
- Austrijski nogometni kup (1): 2000./01.
- Austrijski nogometni superkup (1): 2001.

### Reprezentativna
Hrvatska
- Svjetsko prvenstvo (3. mjesto): 1998.